# Landkreis Grafschaft Hoya
Der Landkreis Grafschaft Hoya war ein Landkreis in Niedersachsen (bis 1946 in der Provinz Hannover) mit Verwaltungssitz in Syke.

## Nachbarkreise
Der Landkreis grenzte 1977 im Uhrzeigersinn im Norden beginnend an das Land Bremen, an die Landkreise
Verden, Fallingbostel, Nienburg/Weser, Grafschaft Diepholz, Vechta und Oldenburg sowie an die kreisfreie Stadt Delmenhorst (alle in Niedersachsen).

## Geschichte
Zum Zwecke von Einsparungen bei den öffentlichen Haushalten wurde am 1. Oktober 1932 in Preußen eine Kreisreform durchgeführt, bei der zahlreiche kleinere Kreise aufgelöst wurden. Dabei wurden im Regierungsbezirk Hannover unter anderem die beiden Kreise Hoya und Syke zusammengeschlossen. Der ursprünglich für den neuen Kreis vorgesehene Name Syke wurde durch Beschluss des Preußischen Staatsministeriums vom 27. September 1932 in Grafschaft Hoya geändert. Bei seiner Gründung umfasste der neue Landkreis auf 1.200 km² 113 Gemeinden, darunter die drei Städte Syke, Bassum und Hoya mit insgesamt etwa 78.000 Einwohnern. Twistringen wurde 1964 zur vierten Stadt im Landkreis erhoben.
Die Gebietsreformen in Niedersachsen begannen im Raum Syke-Hoya am 1. Juli 1972, als Riede und Felde in den Landkreis Verden wechselten und zur Gemeinde Riede in der Samtgemeinde Thedinghausen zusammengeschlossen wurden. Durch das Hannover-Gesetz wechselte am 1. März 1974 die Gemeinde Stuhr aus dem Landkreis Oldenburg in den Landkreis Grafschaft Hoya und wurde gleichzeitig um die kreisangehörigen Gemeinden Brinkum, Fahrenhorst, Groß Mackenstedt, Heiligenrode und Seckenhausen erweitert. Außerdem wurde am 1. März 1974 durch weitere Gemeindefusionen die Zahl der Gemeinden von 112 im Jahre 1966 auf nunmehr 29 reduziert.
Im Rahmen der niedersächsischen Kreisreform wurde der Landkreis am 1. August 1977 aufgelöst:
- Die Samtgemeinde Harpstedt im Westen des Landkreises kam mit ihren acht Gemeinden zum Landkreis Oldenburg im Regierungsbezirk Weser-Ems.
- Die Samtgemeinden Grafschaft Hoya und Eystrup im Osten des Landkreises kamen mit ihren insgesamt zehn Gemeinden zum Landkreis Nienburg/Weser.
- Die elf Gemeinden aus dem mittleren Teil des Landkreises wurden mit dem ebenfalls aufgelösten Landkreis Grafschaft Diepholz zum neuen Landkreis Diepholz zusammengefasst.

## Einwohnerentwicklung
| Jahr | Einwohner | Quelle |
| ---- | --------- | ------ |
| 1933 | 78.207    | [ 3 ]  |
| 1939 | 78.686    | [ 3 ]  |
| 1950 | 131.358   | [ 3 ]  |
| 1960 | 111.400   | [ 3 ]  |
| 1970 | 117.200   | [ 4 ]  |
| 1977 | 131.400   | [ 5 ]  |

## Politik

### Wappen
Das Preußische Staatsministerium erteilte dem Landkreis Grafschaft Hoya am 2. April 1928 die Erlaubnis, das nachstehend beschriebene Wappen zu führen.
Wappenbeschreibung
„In Gold zwei aufrechte, abgewendete, rot bewehrte schwarze Bärentatzen, unten verbunden durch ein Stück schwarzen Brustfells.“
Nach der Eingliederung des Kreises Syke 1932 wurde dieses Wappen, zu dem auch ein schwarzer Bär als Schildhalter genehmigt wurde, unverändert dem neuen Landkreis Grafschaft Hoya übertragen. Es stellt das Stammwappen der Herren von Stumpenhausen das, die sich seit Beginn des 13. Jahrhunderts nach der Burg Hoya nannten. Das um Wissenschaft und Kunst verdiente souveräne Grafenhaus erlosch 1592. Die Landeshoheit fiel an die Celler Linie der Herzöge von Braunschweig-Lüneburg. Syke gehörte lange Zeit zur Grafschaft Bruchhausen, kam 1384 zur Grafschaft Hoya und 1705 zum Kurfürstentum Hannover.

### Landräte
- 1932 bis 1945 Heinrich Fürbringer
- 1945 bis 1948 Wilhelm Heile, FDP, ab 1947 DP
- 1948 bis 1950 Heinrich Gerdes, DP
- 1950 bis 1964 Albert Wendt, DP, ab 1962 CDU
- 1964 bis 1968 Wilhelm Helms, FDP
- 1968 bis 1977 Heinz Zurmühlen, CDU

### Verwaltung
Die Kreisverwaltung war im Kreishaus in Syke (Schloßweide/Amtshof) untergebracht. Chef der Verwaltung war bis 1945 der Landrat und ab 1946 der Oberkreisdirektor.

### Oberkreisdirektoren
- 1946–9999 Rudolf Freytag
- 1947–1954 Wessel Georg Nordbeck
- 1954–1974 Erhard Siebert-Meyer zu Hage
- 1974–1977 Hans-Michael Heise

## Gemeinden

Der Landkreis Grafschaft Hoya (Stand 1967)

Die folgende Tabelle enthält alle Gemeinden, die jemals dem Landkreis Grafschaft Hoya angehörten, und alle Eingemeindungen. Falls nicht anders angegeben, fanden die Eingemeindungen am 1. März 1974 statt.
| Gemeinde           | eingemeindet nach  | Anmerkung                         |
| ------------------ | ------------------ | --------------------------------- |
| Abbenhausen        | Twistringen        |                                   |
| Albringhausen      | Bassum             |                                   |
| Altenbücken        | Bücken             |                                   |
| Altenmarhorst      | Twistringen        |                                   |
| Apelstedt          | Bassum             |                                   |
| Asendorf           |                    | 1977 zum Landkreis Diepholz       |
| Barrien            | Syke               |                                   |
| Bassum, Stadt      |                    | 1977 zum Landkreis Diepholz       |
| Beckeln            |                    | 1977 zum Landkreis Oldenburg      |
| Berxen             | Bruchhausen-Vilsen |                                   |
| Bramstedt          | Bassum             |                                   |
| Brebber            | Asendorf           |                                   |
| Brinkum            | Stuhr              |                                   |
| Bruchhausen-Vilsen |                    | 1977 zum Landkreis Diepholz       |
| Bücken             |                    | 1977 zum Landkreis Nienburg/Weser |
| Calle              | Bücken             |                                   |
| Clues              | Heiligenfelde      | Eingemeindung 1. Januar 1967      |
| Colnrade           |                    | 1977 zum Landkreis Oldenburg      |
| Dedendorf          | Bücken             |                                   |
| Duddenhausen       | Bücken             |                                   |
| Dünsen             |                    | 1977 zum Landkreis Oldenburg      |
| Eitzendorf         | Hilgermissen       |                                   |
| Engeln             |                    | 1977 zum Landkreis Diepholz       |
| Eschenhausen       | Bassum             |                                   |
| Essen              | Asendorf           |                                   |
| Eystrup            |                    | 1977 zum Landkreis Nienburg/Weser |
| Fahrenhorst        | Stuhr              |                                   |
| Felde              | Riede              | Eingemeindung am 1. Juli 1972     |
| Gandesbergen       |                    | 1977 zum Landkreis Nienburg/Weser |
| Gessel             | Syke               |                                   |
| Gödestorf          | Syke               |                                   |
| Graue              | Asendorf           |                                   |
| Groß Henstedt      | Bassum             |                                   |
| Groß Ippener       |                    | 1977 zum Landkreis Oldenburg      |
| Groß Köhren        | Beckeln            |                                   |
| Groß Mackenstedt   | Stuhr              |                                   |
| Groß Ringmar       | Bassum             |                                   |
| Haendorf           | Asendorf           |                                   |
| Hallstedt          | Bassum             |                                   |
| Hämelhausen        |                    | 1977 zum Landkreis Nienburg/Weser |
| Harpstedt          |                    | 1977 zum Landkreis Oldenburg      |
| Hassel             |                    | 1977 zum Landkreis Nienburg/Weser |
| Heesen             | Hilgermissen       |                                   |
| Heiligenberg       | Homfeld            | Eingemeindung 1934                |
| Heiligenfelde      | Syke               |                                   |
| Heiligenloh        | Twistringen        |                                   |
| Heiligenrode       | Stuhr              |                                   |
| Helzendorf         | Warpe              |                                   |
| Henstedt           | Syke               |                                   |
| Hilgermissen       |                    | 1977 zum Landkreis Nienburg/Weser |
| Hohenmoor          | Asendorf           |                                   |
| Hollwedel          | Bassum             |                                   |
| Holtrup            | Schweringen        |                                   |
| Homfeld            | Bruchhausen-Vilsen |                                   |
| Horstedt           | Prinzhöfte         |                                   |
| Hoya, Stadt        |                    | 1977 zum Landkreis Nienburg/Weser |
| Hoyerhagen         |                    | 1977 zum Landkreis Nienburg/Weser |
| Hustedt            | Martfeld           |                                   |
| Jardinghausen      | Syke               |                                   |
| Kirchseelte        |                    | 1977 zum Landkreis Oldenburg      |
| Kirchweyhe         | Weyhe              |                                   |
| Klein Henstedt     | Prinzhöfte         |                                   |
| Klein Köhren       | Beckeln            |                                   |
| Kleinenborstel     | Martfeld           |                                   |
| Klosterseelte      | Kirchseelte        |                                   |
| Kuhlenkamp         | Asendorf           |                                   |
| Leeste             | Weyhe              |                                   |
| Magelsen           | Hilgermissen       |                                   |
| Mahlen             | Eystrup            |                                   |
| Martfeld           |                    | 1977 zum Landkreis Diepholz       |
| Mehringen          | Hilgermissen       |                                   |
| Mörsen             | Twistringen        |                                   |
| Natenstedt         | Twistringen        |                                   |
| Neubruchhausen     | Bassum             |                                   |
| Nienstedt          | Bassum             |                                   |
| Nordholz           | Warpe              |                                   |
| Nordwohlde         | Bassum             |                                   |
| Ochtmannien        | Süstedt            |                                   |
| Oerdinghausen      | Engeln             |                                   |
| Okel               | Syke               |                                   |
| Osterbinde         | Bassum             |                                   |
| Osterholz          | Syke               |                                   |
| Prinzhöfte         |                    | 1977 zum Landkreis Oldenburg      |
| Reckum             | Winkelsett         |                                   |
| Riede              |                    | 1972 zum Landkreis Verden         |
| Ristedt            | Syke               |                                   |
| Rüssen             | Twistringen        |                                   |
| Scharrendorf       | Twistringen        |                                   |
| Schnepke           | Syke               |                                   |
| Scholen            | Engeln             |                                   |
| Schorlingborstel   | Bassum             |                                   |
| Schwarme           |                    | 1977 zum Landkreis Diepholz       |
| Schweringen        |                    | 1977 zum Landkreis Nienburg/Weser |
| Seckenhausen       | Stuhr              |                                   |
| Steimke            | Syke               |                                   |
| Stelle             | Twistringen        |                                   |
| Stuhr              |                    | 1977 zum Landkreis Diepholz       |
| Stühren            | Bassum             |                                   |
| Sudweyhe           | Weyhe              |                                   |
| Süstedt            |                    | 1977 zum Landkreis Diepholz       |
| Syke, Stadt        |                    | 1977 zum Landkreis Diepholz       |
| Twistringen, Stadt |                    | 1977 zum Landkreis Diepholz       |
| Ubbendorf          | Hilgermissen       |                                   |
| Uenzen             | Süstedt            |                                   |
| Uepsen             | Asendorf           |                                   |
| Wachendorf         | Syke               |                                   |
| Warpe              |                    | 1977 zum Landkreis Nienburg/Weser |
| Wechold            | Hilgermissen       |                                   |
| Wedehorn           | Bassum             |                                   |
| Weseloh            | Engeln             |                                   |
| Weyhe              |                    | 1977 zum Landkreis Diepholz       |
| Wienbergen         | Hilgermissen       |                                   |
| Windhorst          | Warpe              |                                   |
| Winkelsett         |                    | 1977 zum Landkreis Oldenburg      |
| Wöpse              | Bruchhausen-Vilsen |                                   |

## Kfz-Kennzeichen
Am 1. Juli 1956 wurde dem Landkreis bei der Einführung der bis heute gültigen Kfz-Kennzeichen das Unterscheidungszeichen SY zugewiesen. Es leitet sich von der Kreisstadt Syke ab und wurde bis zum 4. April 1978 ausgegeben. Seit dem 23. April 2018 ist es durch die Kennzeichenliberalisierung im Landkreis Diepholz erhältlich.